# Victoria Abril
Victoria Mérida Rojas (ur. 4 lipca 1959 w Madrycie) – hiszpańska aktorka, znana z filmów Pedro Almodóvara. Laureatka Srebrnego Niedźwiedzia dla najlepszej aktorki podczas 41. MFF w Berlinie za rolę w filmie Kochankowie (1991).

## Życiorys
Wychowywana przez matkę pielęgniarkę Victoria Mérida dorastała w Maladze, następnie w Madrycie. Jej pierwszym powołaniem był taniec klasyczny, którym interesowała się już od dzieciństwa, a którego uczyła się, uczęszczając do madryckiego konserwatorium. Za namową swojego profesora tańca jako piętnastolatka zadebiutowała w filmie Obsesión, reżyserowanym przez Francisco Larę Polopa.
W wieku 16 lat pojawiła się w amerykańskim filmie Powrót Robin Hooda jako królowa Isabella, występując obok takich sław jak Audrey Hepburn i Sean Connery. W tym czasie zmieniła swoje nazwisko na Abril.
Rozpoznawalność zyskała, gdy od 1976 roku zaczęła występować jako prowadząca (hostessa) konkursu reżyserowanego przez Narciso Ibáñeza Serradora Un, dos, tres... responda otra vez, któremu popularność zawdzięczają inne znane twarze, takie jak Lydia Bosch. Inną telegrą, w której była prowadzącą to 625 líneas.
Istotny zwrot w karierze nastąpił, kiedy zaczęła pracować z Vicentem Arandą, który zaproponował jej rolę w Cambio de sexo w 1977 roku, gdzie dała się poznać jako jedna z bardziej obiecujących aktorek kina hiszpańskiego. Współpraca z Arandą zaowocowała dziesięcioma filmami, wśród których znajduje się thriller erotyczny Kochankowie, gdzie zagrała razem z Jorgem Sanzem i Maribel Verdú, oraz produkcjami telewizyjnymi: miniserial Los jinetes del alba i jeden odcinek serialu La huella del crimen. Za rolę w obrazie Kochankach otrzymała w 1991 roku Srebrnego Niedźwiedzia na 41. MFF w Berlinie.
W 1982 roku przeniosła się do Paryża w ślad za swoją miłością, reżyserem Gérardem de Battistą, z którym ma dwóch synów: Martína oraz Félixa.
Pracowała z najbardziej znanymi reżyserami hiszpańskimi, takimi jak Manuel Gutiérrez Aragón czy Carlos Saura. Jest twarzą kina hiszpańskiego. Jej naturalny seksapil uczynił ją jedną z ulubionych aktorek swojego rodaka Pedra Almodóvara. Widownia zagraniczna poznała ją w 1990, gdy razem z Antonio Banderasem wystąpiła w Zwiąż mnie.
We Francji stała się popularna dzięki swoim rolom w takich filmach jak Księżyc w rynsztoku w reżyserii Jean-Jacques’a Beineix z 1983 roku, filmom Almodóvara i przede wszystkim jako Loli w Kochanek czy kochanka z roku 1995.
Jak do tej pory nie udało się jej odnieść sukcesu za oceanem. Komedia Barry’ego Levinsona Jimmy Hollywood, w której wystąpiła, nie zdobyła uznania krytyki i nie odniosła sukcesu kasowego.
Była ośmiokrotnie nominowana do nagrody filmowej Goya w kategorii „Najlepsza aktorka”. Nagrodę otrzymała raz za rolę w filmie Po śmierci o nas zapomną. Dwukrotnie uznano ją za najlepszą aktorkę na festiwalu w San Sebastián.
Równocześnie występuje jako piosenkarka, ma na swoim koncie pięć płyt wydanych w Hiszpanii. W 2005 roku ukazała się jej płyta Putcheros do Brasil z autorskimi wersjami standardów.
Chciała reprezentować Hiszpanię w Konkursie Eurowizji w 1979 roku z piosenką „Bang-Bang-Bang”, ale zajęła trzecie miejsce w preselekcji krajowej przegrywając z Betty Missiego.

## Filmografia

### Filmy fabularne
- 2021: Jutro należy do nas (francuski serial Demain nous appartient) jako Rebecca Flores
- 2010: Clem jako Caroline (Sezon 1-8)
- 2010: Le grand restaurant jako klientka w restauracji
- 2008: Musée haut, musée bas jako Clara
- 2008: Aurora i archanioł (Sólo quiero caminar) jako Gloria Duque
- 2008: Niezła parka (Leur morale... et la nôtre) jako Muriel
- 2008: Mejor que nunca jako Isabel Romero
- 2008: Óscar. Una pasión surrealista jako Ana
- 2008: 48 godzin na dobę (48 heures par jour) jako Anna
- 2006: Letni deszcz (El camino de los ingleses) jako La Srta. del Casco Cartaginés
- 2006: Les aristos jako Duquessa Pilar de Malaga i Benidorm
- 2006: Tyrant Biały (Tirante el Blanco) jako Viuda Reposada
- 2005: Carne de neón jako Pura
- 2005: Uczciwi ludzie żyją we Francji (Les gens honnêtes vivent en France) jako Aurore Langlois
- 2004: Escuela de seducción jako Sandra Vega
- 2004: Incautos jako Pilar
- 2004: Cause toujours! jako Jacinthe
- 2004: Siódmy dzień (El séptimo día) jako Luciana Fuentes
- 2003: Kaena: Zagłada światów (Kaena: La prophétie) jako Królowa (głos)
- 2002: Et après? jako Laura
- 2001: Boskie jak diabli (Sin noticias de Dios) jako Lola Nevado
- 2001: Mari del sud jako Sabina
- 2000: 101 Reykjavik jako Lola
- 1999: Mon père, ma mère, mes frères et mes soeurs jako Anne
- 1999: Mroczne żądze (Entre las piernas) jako Miranda
- 1998: Żona kosmonauty (La femme du cosmonaute) jako Anna
- 1996: Anarchistki (Libertarias) jako Floren
- 1995: Po śmierci o nas zapomną (Nadie hablará de nosotras cuando hayamos muerto) jako Gloria Duque
- 1995: Kochanek czy kochanka (Gazon maudit) jako Loli
- 1994: Casque bleu jako Alicia
- 1994: Jimmy Hollywood jako Lorraine de la Peña
- 1993: Kika jako Andrea Caracortada
- 1993: Intruso jako Luisa
- 1992: Demasiado corazón jako Ana Duque & Clara Duque
- 1991: Wysokie obcasy (Tacones lejanos) jako Rebeca Giner
- 1991: Wspaniała epoka (Une époque formidable) jako Juliette
- 1991: Kochankowie (Amantes) jako Luisa
- 1990: Sama z tobą (A solas contigo) jako Gloria
- 1990: La mujer de tu vida: La mujer lunática jako Bel
- 1990: Zwiąż mnie (¡Átame!) jako Marina Osorio
- 1990: Sandino jako Blanca Arauz
- 1989: Si te dicen que caí jako Menchu / Ramona / Aurora Nin
- 1988: Sans peur et sans reproche jako Jeanne
- 1988: Bâton rouge jako Ana Alonso
- 1988: Ada in the Jungle jako Carmen
- 1988: El placer de matar jako La Merche
- 1988: El juego más divertido jako Ada Lasa
- 1987: Barrios altos jako Verónica
- 1987: El Lute: Camina o revienta jako Chelo
- 1987: Prawo pożądania (La ley del deseo) jako dziewczyna z Juanem (niewymieniona w czołówce)
- 1987: The Numbers Game jako Brigida
- 1986: Nuit d'ivresse jako La compagne de Jugnot
- 1986: Max, moja miłość (Max mon amour) jako Maria
- 1986: Tiempo de silencio jako Dorita
- 1985: Godzina czarów (La hora bruja) jako Saga
- 1985: Ojcze nasz (Padre nuestro) jako Cardenala
- 1985: La huella del crimen: El crimen del Capitán Sánchez jako María Luisa Sánchez
- 1985: O zmierzchu (After Darkness) jako Pascale
- 1985: Rouge-gorge jako Marguerite
- 1984: Na krawędzi (Downstream) jako Engracia
- 1984: La noche más hermosa jako Elena
- 1984: Le voyage jako Véronique
- 1984: Télévision de chambre: Sous le signe du poisson jako Antoinette
- 1984: Rachunek (L'addition) jako Patty
- 1984: Rowery na lato (Las bicicletas son para el verano) jako Manolita
- 1983: Le bâtard jako Betty
- 1983: Księżyc w rynsztoku (La lune dans le caniveau) jako Bella
- 1983: J'ai épousé une ombre jako Fifo
- 1983: Sem Sombra de Pecado jako Maria da Luz / Lucilia
- 1982: Ul (La colmena) jako Julita
- 1982: Asesinato en el Comité Central jako Carmela
- 1982: Entre paréntesis
- 1982: La casa del paraíso jako Victoria
- 1982: La guérilléra jako Bárbara Périsson
- 1982: La batalla del porro jako Violeta
- 1981: Comin' at Ya! jako Abilene
- 1980: Mieux vaut être riche et bien portant que fauché et mal foutu jako Mercedes
- 1980: Le coeur à l'envers jako Hostessa
- 1980: Mater amatísima jako Clara
- 1980: La muchacha de las bragas de oro jako Mariana
- 1978: El hombre que supo amar jako Amelia
- 1977: Esposa y amante jako Marisa
- 1977: Cambio de sexo jako José María / María José
- 1977: Długi weekend (El puente) jako Lolita
- 1977: Caperucita y Roja jako Caperucita
- 1977: Doña Perfecta jako Rosario
- 1976: Powrót Robin Hooda (Robin and Marian jako Królowa Isabella
- 1976: Storia di arcieri, pugni e occhi neri jako Anne Birdsley
- 1975: Obsesión jako Angelines

### Seriale telewizyjne
- 2009: X Femmes
- 2009: Myster Mocky présente
- 1990: Los jinetes del alba jako Marian
- 1985: Los pazos de Ulloa jako Manolita
- 1982: Estudio 1 jako Elena
- 1979: La barraca jako Roseta
- 1974: Los libros